# Christine Truman
Christine Truman (Woodford Green, 16 gennaio 1941) è un'ex tennista britannica.

## Biografia
Vinse gli Open di Francia nel 1959 battendo in finale Zsuzsa Körmöczy con 6-4, 7-5. Nello stesso anno giunse in finale degli U.S. Open, ma fu sconfitta da Maria Bueno con 6-1, 6-4. In carriera vanta anche una finale al Torneo di Wimbledon nel 1961 vinta da Angela Mortimer in una difficile sfida terminata 4-6, 6-4, 7-5.
Per quanto riguarda il rank rientrava fra le migliori dieci dal 1957 sino al 1961 e nel 1965, la massima posizione raggiunta fu la numero due nel 1959.
Si ritirò dalle competizioni nel 1975, iniziando una collaborazione per la radio BBC, nel 1967 sposò Gerry Janes.